# Stephan Sigrist (Autor)

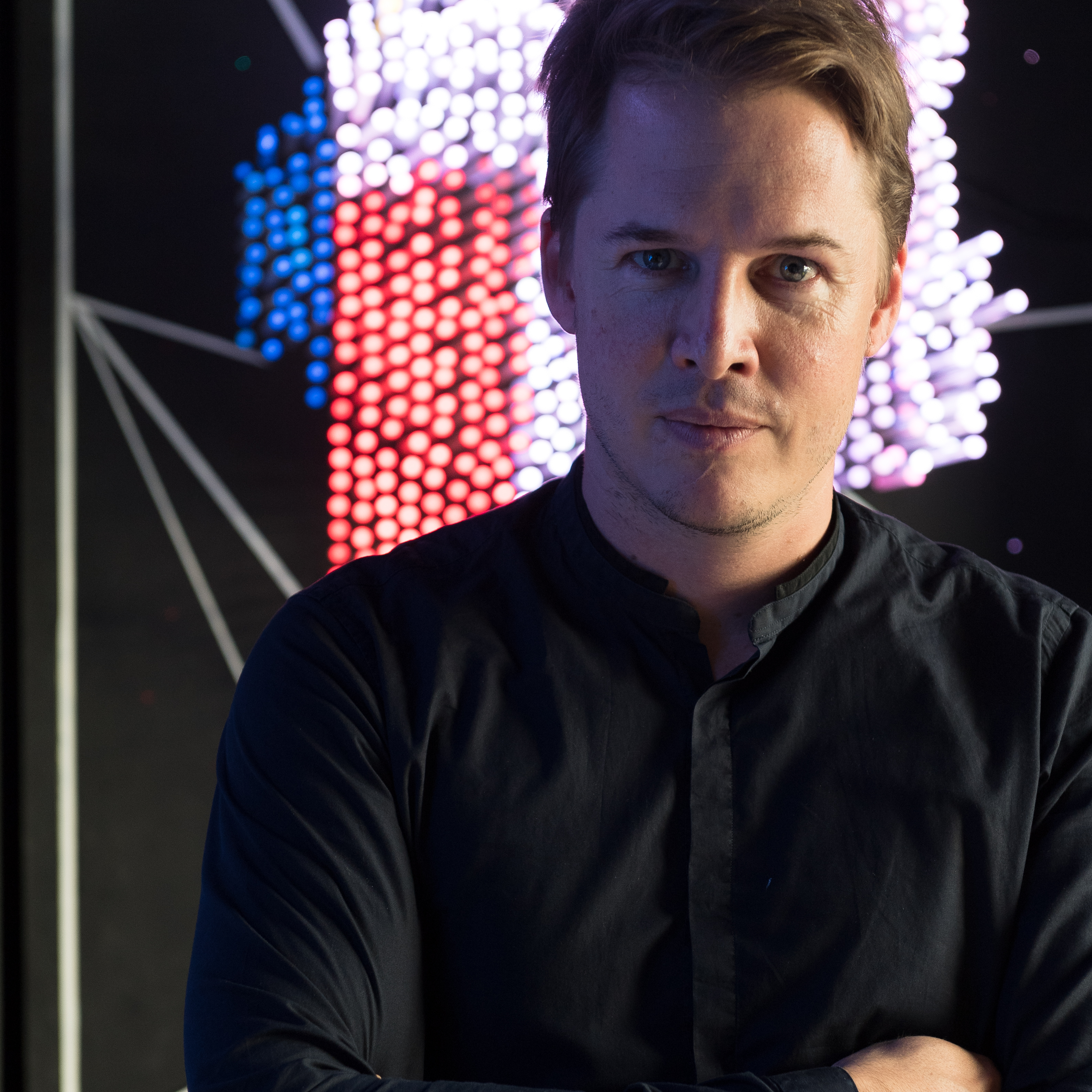
Stephan Sigrist

Stephan Sigrist (* 1975 in Luzern) ist ein Schweizer Autor, interdisziplinärer Stratege und Redner.

## Leben und Karriere
Stephan Sigrist studierte an der ETH Zürich Biochemie und schrieb seine Dissertation am Collegium Helveticum zum Thema „Chancen und Risiken der prädiktiven Medizin für Life-Science-Unternehmen“. Davor war er in der medizinischen Forschung im Bereich der molekularen Toxikologie von Hoffmann-La Roche tätig und arbeitete als Unternehmensberater bei Roland Berger Strategy Consultants und als Senior Researcher am Gottlieb Duttweiler Institut.
2007 gründete er den Think Tank W.I.R.E., der in der Schnittstelle zwischen Wissenschaft und Praxis systematisch neue Entwicklungen, Trends und Innovationen analysiert und diese für Organisationen und Entscheidungsträger in strategische Handlungsfelder übersetzt. Sigrist beschäftigt sich mit den Herausforderungen der Gestaltung der Zukunft – mit Fokus auf die digitale Transformation von Wirtschaft, Wissenschaft und Gesellschaft. Im Kern seiner Arbeit stehen Fragen rund um die langfristige Planung in vernetzten Systemen und der Förderung von nachhaltiger Innovation unter Berücksichtigung der sich verändernden gesellschaftlichen Bedürfnisse.
2017 wurde Sigrist vom Schweizer Wirtschaftsmagazin Bilanz als «Digital Shaper» gewählt. Er war Stiftungsrat des Schweizerischen Allergiezentrums AHA, bei Science & Cité und Mitglied des Innovationsrates von Innosuisse, der Förderagentur des Bundes für wissenschaftsbasierte Innovation. Daneben unterstützt Sigrist das Swiss Economic Forum und zahlreiche weitere strategische Gremien.

## Werke (Auswahl)
- Mit Simone Achermann: Wie wir Morgen leben – Denkanstösse für das Zeitalter der Langlebigkeit, Verlag Neue Zürcher Zeitung, Zürich 2017, ISBN 978-3-03810-259-5
- Hacking Healthcare – Das Gesundheitssystem verstehen und weiterdenken, Verlag Neue Zürcher Zeitung, Zürich 2015, ISBN 978-3-03823-655-9.
- Christopher Blaufelder, Stephan Sigrist, Burkhard Varnholt, Gerd Folkers: Domino – Handbuch für eine nachhaltige Welt /  Verlag Neue Zürcher Zeitung, Zürich 2015, ISBN 978-3-03823-651-1
- Stephan Sigrist, Burkhard Varnholt, Gerd Folkers: Mind the Future – Kompendium für Gegenwartstrends, Verlag Neue Zürcher Zeitung, Zürich 2015, ISBN 978-3-03823-561-3
- Was zählt – Fakten, Trends und Visionen aus Wissenschaft, Politik und Kultur, 2013, 2014, 2015, Suhrkamp Verlag, ISBN 978-3-518-46379-6, ISBN 978-3-518-46462-5, ISBN 978-3-518-46536-3
- Stephan Sigrist, Simone Achermann, Stefan Pabst: Abstrakt No. 15 – Transforming Transport – Zur Vision einer intelligenten Mobilität, Verlag Neue Zürcher Zeitung, Zürich 2016, ISBN 978-3-03810-211-3
- Simone Achermann, Stephan Sigrist, Burkhard Varnholt: Abstrakt No. 13 – Die Zukunft ist unser. Szenarien für den Alltag von Übermorgen, Verlag Neue Zürcher Zeitung, Zürich 2014, ISBN 978-3-03810-007-2